# Organización territorial de los Estados Unidos de Venezuela
Venezuela tras la promulgación de la Constitución Federal de 1864, que cambió su nombre de República a Estados Unidos de Venezuela, quedó dividida en estados. Estos a lo largo de su historia cambiaron muchas veces de extensión, límites y nombre.

## Estados

### 1864
Tras el término de la Guerra Federal se dictó una nueva constitución para el país que le dio el carácter de estados a las antiguas provincias. De acuerdo a dicha constitución, los Estados Unidos de Venezuela estaban compuestos por los siguientes veinte estados federados:
| Estado       | Capital               | Correspondencia           |
| ------------ | --------------------- | ------------------------- |
| Apure        | San Fernando de Apure | Provincia de Apure        |
| Aragua       | La Victoria           | Provincia de Aragua       |
| Barcelona    | Barcelona             | Provincia de Barcelona    |
| Barinas      | Barinas               | Provincia de Barinas      |
| Barquisimeto | Barquisimeto          | Provincia de Barquisimeto |
| Carabobo     | Valencia              | Provincia de Carabobo     |
| Caracas      | Caracas               | Provincia de Caracas      |
| Cojedes      | San Carlos            | Provincia de Cojedes      |
| Coro         | Coro                  | Provincia de Coro         |
| Cumaná       | Cumaná                | Provincia de Cumaná       |
| Guárico      | Calabozo              | Provincia de Guárico      |
| Guayana      | Angostura             | Provincia de Guayana      |
| Maracaibo    | Maracaibo             | Provincia de Maracaibo    |
| Margarita    | La Asunción           | Provincia de Margarita    |
| Maturín      | Maturín               | Provincia de Maturín      |
| Mérida       | Mérida                | Provincia de Mérida       |
| Portuguesa   | Guanare               | Provincia de Portuguesa   |
| Táchira      | San Cristóbal         | Provincia de Táchira      |
| Trujillo     | Trujillo              | Provincia de Trujillo     |
| Yaracuy      | San Felipe            | Provincia de Yaracuy      |

Mapa de Venezuela en 1870.

A partir de allí y durante la próxima década varias entidades cambiaron de denominación: a finales de 1864 el estado Caracas cambió su nombre a Bolívar y el de Maracaibo cambió a Zulia; en 1866 el nombre del estado Barinas cambió al de Zamora; en 1873 el estado Aragua cambió su nombre al de Guzmán Blanco; y en 1874 Coro y Mérida se redenominaron como Falcón y Guzmán, respectivamente.

### 1881
Las reformas administrativas del presidente Antonio Guzmán Blanco llevaron a que los estados federales preexistentes pasasen a llamarse secciones, que se fusionaron en nueve grandes estados:
| Estado             | Capital        | Correspondencia                                                                        |
| ------------------ | -------------- | -------------------------------------------------------------------------------------- |
| Bolívar            | Ciudad Bolívar | Estados Guayana y Apure                                                                |
| Carabobo           | Valencia       | Estado Carabobo y el departamento Nirgua de Yaracuy                                    |
| Falcón             | Coro           | Estado Falcón, por sí solo                                                             |
| Guzmán Blanco      | Cura           | Estados Bolívar (Caracas), Guzmán Blanco (Aragua), Guárico y Nueva Esparta (Margarita) |
| Los Andes          | Mérida         | Estados Guzmán (Mérida), Trujillo y Táchira                                            |
| Oriente            | Cumaná         | Estados Barcelona, Cumaná y Maturín                                                    |
| Norte de Occidente | Barquisimeto   | Estados Barquisimeto y Yaracuy, menos el departamento Nirgua                           |
| Sur de Occidente   | Guanare        | Estados Cojedes, Portuguesa y Zamora (Barinas)                                         |
| Zulia              | Maracaibo      | Estado Zulia, por sí solo                                                              |

Mapa de Venezuela en 1881.

Hacia finales de ese año los estados Falcón y Zulia fueron fusionados en el nuevo estado Falcón Zulia, el cual fue disgregado en sus secciones originales en 1890.

### 1891
Ese año se dictó una nueva constitución, que si bien no reformaba sustancialmente la división administrativa impuesta por la carta manga de 1881, le cambiaba de nombre a algunos estados:
| Estado    | Capital        | Correspondencia                                                                        |
| --------- | -------------- | -------------------------------------------------------------------------------------- |
| Bermúdez  | Barcelona      | Estados Barcelona, Cumaná y Maturín                                                    |
| Bolívar   | Ciudad Bolívar | Estados Guayana y Apure                                                                |
| Carabobo  | Valencia       | Estado Carabobo y el departamento Nirgua de Yaracuy                                    |
| Falcón    | Coro           | Estado Falcón, por sí solo                                                             |
| Lara      | Barquisimeto   | Estados Barquisimeto y Yaracuy, menos el departamento Nirgua                           |
| Los Andes | Mérida         | Estados Guzmán (Mérida), Trujillo y Táchira                                            |
| Miranda   | Maracay        | Estados Bolívar (Caracas), Guzmán Blanco (Aragua), Guárico y Nueva Esparta (Margarita) |
| Zamora    | Guanare        | Estados Cojedes, Portuguesa y Zamora (Barinas)                                         |
| Zulia     | Maracaibo      | Estado Zulia, por sí solo                                                              |

Mapa de Venezuela en 1891.

En 1898 se creó el estado Ribas compuesto de las secciones Aragua y Margarita del estado Miranda, pero fue disuelto un año después. Tras la disolución de dicha entidad se creó en 1900 el Territorio Federal Margarita que comprendía el hoy estado Nueva Esparta.

### 1901

Mapa de Venezuela en 1901.

La constitución de dicho año retornó la división político-administrativa de Venezuela a la que tenía en 1864 (veinte estados federales), con algunos cambios en los nombres de los estados:
Apure, Aragua, Bolívar (antes Guayana), Barcelona, Carabobo, Cojedes, Falcón (antes Coro), Guárico, Lara (antes Barquisimeto), Mérida, Miranda (antes Caracas), Maturín, Sucre (antes Cumaná), Nueva Esparta (antes Margarita), Portuguesa, Táchira, Trujillo, Yaracuy, Zamora (antes Barinas), Zulia (antes Maracaibo).

### 1904
La constitución cambió de nuevo la división político-administrativa del país, resultando en los siguientes trece estados federales:

Mapa de Venezuela en 1905.

| Estado   | Capital        | Correspondencia                      |
| -------- | -------------- | ------------------------------------ |
| Aragua   | Maracay        | Estado Aragua                        |
| Bermúdez | Cumaná         | Estados Barcelona, Maturín y Sucre   |
| Bolívar  | Ciudad Bolívar | Estados Apure y Bolívar              |
| Carabobo | Valencia       | Estado Carabobo                      |
| Falcón   | Coro           | Estado Falcón                        |
| Guárico  | Calabozo       | Estado Guárico                       |
| Lara     | Barquisimeto   | Estados Barquisimeto y Yaracuy       |
| Mérida   | Mérida         | Estado Mérida                        |
| Miranda  | Petare         | Estado Miranda                       |
| Táchira  | San Cristóbal  | Estado Táchira                       |
| Trujillo | Trujillo       | Estado Trujillo                      |
| Zamora   | Barinas        | Estados Cojedes, Portuguesa y Zamora |
| Zulia    | Maracaibo      | Estado Zulia                         |

### 1909
Tras la constitución de 1909 Venezuela adquirió una configuración territorial similar a la actual, que incluía aparte de veinte estados federales, dos territorios federales y un distrito federal.
| Estado        | Capital               | Notas                                                                                    |
| ------------- | --------------------- | ---------------------------------------------------------------------------------------- |
| Anzoátegui    | Barcelona             | Antes denominado Barcelona                                                               |
| Apure         | San Fernando de Apure |                                                                                          |
| Aragua        | Maracay               |                                                                                          |
| Bolívar       | Ciudad Bolívar        | Sin los territorios federales Amazonas y Delta Amacuro                                   |
| Carabobo      | Valencia              |                                                                                          |
| Cojedes       | San Carlos            |                                                                                          |
| Falcón        | Coro                  | Antes denominado Coro                                                                    |
| Guárico       | Calabozo              |                                                                                          |
| Lara          | Barquisimeto          | Antes denominado Barquisimeto                                                            |
| Mérida        | Mérida                | Con la parroquia Independencia obtenida del estado Zulia                                 |
| Miranda       | Ocumare del Tuy       | Antes denominado Caracas, sin el distrito Vargas que fue transferido al Distrito Federal |
| Monagas       | Maturín               | Antes denominado Maturín                                                                 |
| Nueva Esparta | La Asunción           | Antes denominado Margarita                                                               |
| Portuguesa    | Guanare               |                                                                                          |
| Sucre         | Cumaná                | Antes denominado Cumaná                                                                  |
| Táchira       | San Cristóbal         |                                                                                          |
| Trujillo      | Trujillo              |                                                                                          |
| Yaracuy       | San Felipe            |                                                                                          |
| Zamora        | Barinas               | Antes denominado Barinas                                                                 |
| Zulia         | Maracaibo             | Sin la parroquia Independencia que fue transferida al estado Mérida                      |

Mapa de Venezuela en 1909.

Después de este año ocurren cambios menores en la división política del país: Aragua y Carabobo ajustaron sus límites territoriales en 1917, Aragua y Guárico intercambiaron varios municipios en 1933, y Zamora pasó a llamarse definitivamente Barinas en 1937.

## Territorios Federales
- En 1864 se crearon los territorios federales del Amazonas a partir de la provincia homónima, y de la Guajira en la península homónima, si bien este último fue disuelto en 1893.
- En 1871 se creó el Territorio Federal Colón, que comprendía buena parte de las actuales Dependencias Federales. Fue disuelto en 1908.
- En 1872 se creó el Territorio Federal Mariño en la península de Paria, que fue reintegrado al estado Cumaná en 1875.
- En 1879 se crearon los territorios federales de Maracay y Tucacas, que solo sobrevivieron hasta 1880.
- En 1880 se creó el Territorio Federal Alto Orinoco con la parte septentrional del territorio Amazonas, siendo disuelto en 1893.
- En 1881 se creó el Territorio Federal Yuruari, que fue reintegrado al estado Bolívar en 1891, recreado en 1901 y finalmente disuelto en 1909.
- En 1882 se creó el Territorio Federal Caura con parte del estado Bolívar, siendo reintegrado a este en 1891.
- En 1883 se creó el Territorio Federal Armisticio con parte del estado Apure. Fue disuelto en 1890.
- En 1884 se creó el Territorio Federal Delta Amacuro, que fue reintegrado al estado Bolívar en 1893, recreado en 1901 y finalmente elevado a estado en 1991.
- En 1900 se creó el Territorio Federal Margarita con el territorio del actual estado Nueva Esparta. Perduró hasta 1901.
- En 1904 se creó el Territorio Federal Cristóbal Colón en la península de Paria, que fue reintegrado al estado Sucre en 1909.

## Distrito Federal
El Distrito Federal fue creado por la Asamblea Constituyente como una entidad federal provisional en febrero de 1864, comprendiendo los cantones Caracas, Maiquetía y La Guaira que antes pertenecían a la provincia de Caracas. En marzo del mismo año estos cantones fueron denominados departamentos y cambiados sus nombres: Libertador, que era el casco central de la ciudad de Caracas, y asiento del Gobierno distrital; Vargas, con capital en La Guaira; y Aguado, con capital en Maiquetía. A raíz de esta reforma, el estado Caracas cambió su nombre a Bolívar y trasladada su capital a la ciudad de Petare.
En 1868 el Distrito Federal dejó de existir y su territorio integrado al de Bolívar. La extensión del distrito fue reducida a solo el departamento Libertador en 1872, sin dejar de pertenecer a Bolívar y aún con carácter de entidad provisional. Tan solo hasta 1909 fue que se dictaminó el estatuto orgánico que rigió al Distrito Federal desde entonces: su carácter provisional se extinguió para dar paso a una entidad federal separada del estado Miranda y volviendo a su división territorial de 1864 (departamentos Libertador, Vargas y Aguado) que sobrevivió hasta la creación del estado Vargas en 1998.